# Глухы, Якуб
Якуб Глухы (нем. Jakub Hluchý; 15 апреля 1894, Моравска-Нова-Вес — 24 августа 1958, Братислава) — чехословацкий военный, полковник Чехословацкой армии, участник Второй мировой войны и Словацкого национального восстания.

## Биография
Родился 15 апреля 1894 года в Моравске-Нове-Вес. Родители: Цирил Глухы и Вероника Глухова (Матушкова). Учился в гимназии в Годонин, в 1926 году окончил военную академию в Границах-на-Мораве. В армии с 1921 года, полковник (произведён в 1949 году) Чехословацкой народной армии.
После нападения Германии на СССР перебрался в Банску-Бистрицу, где вошёл в руководство антифашистской организации «Виктуар», состоявшей из военных-противников нацистского режима (состоял там на правах рядового члена с 26 января 1941 по 28 августа 1944). Участвовал в Словацком национальном восстании, был ответственным за поставку стрелкового оружия и командиром артиллерийских частей в 1-й чехословацкой армии. С 6 января по 23 февраля 1945 пребывал в тюрьме Банской-Бистрицы.
После войны написал мемуары на тематику антифашистского сопротивления. Скончался 24 августа 1958 года в Братиславе.
Награждён медалью «За заслуги» I степени (1945), Орденом Словацкого национального восстания, медалью «За храбрость перед врагом».